# Досиетата Х
„Досиетата Х“ (на английски: The X-Files, чете се „Досиетата хикс“) е научнофантастичен американски сериал, създаден от Крис Картър.
Излъчването му започва през 1993 г. и има голям успех, главно заради актьорите, които изпълняват главните роли в него – Дейвид Духовни и Джилиън Андерсън. Духовни играе Фокс Мълдър, който вярва в съществуването на извънземни и паранормални явления, а Андерсън играе Дейна Скъли, която е лекар и скептик, и двамата агенти на ФБР.
В началото на поредицата, двамата агенти стават пионки в по-голям конфликт и вярват само един на друг и на няколко избрани хора. Агентите също така разкриват дневен ред на правителството, което иска да запази информацията за съществуването на извънземен живот в тайна. Те развиват тясна връзка, която започва като платоническо приятелство, но се превръща в романтична до края на поредицата. По време на разследванията, двамата агенти се сблъскват с правителствени заговори, извънземни (или смятани за такива) и сериалът се доближава идейно до излезлите преди това сериали „До краен предел“, „Зоната на здрача“ и „Туин Пийкс“.
Сериалът обхваща 9 сезона с 202 епизода. В допълнение към сериала, са създадени два игрални филма: Досиетата Х от 1998 г., който е продължение на сериала, и Досиетата Х: Искам да повярвам, който излиза на екран през 2008 г., 6 години след приключването на сериала.
На 24 март 2015 г. е обявено, че ще има продължение под формата на десети сезон от шест епизода през 2016 г. Снимките започват през лятото на 2015 г., а Духовни и Андерсън се връщат към ролите си. Премиерата му се състои на 24 януари 2016 г.
През април 2017 г. е обявено, че ще има единайсети сезон с десет епизода. Снимките му започват на 4 август 2017 г., а премиерата му е на 6 януари 2018 г. През същия месец Джилиън Андерсън съобщава, че няма да участва в други сезони на сериала след единайсетия. Крис Картър обаче уверява, че без нейния персонаж той няма да работи повече по поредицата, казвайки че за него Мълдър и Скъли са в основата на всичко. В интервю от февруари той споделя, че може все пак сериалът да продължи и без Андерсън.

## Подзаглавия
- „Не вярвай на никого“ – „The Erlenmeyer Flask“
- „Отричай всичко“ – „Ascension“
- „Истината е далеч оттук“ – „Anasazi“ („'éí 'aaníígÓÓ 'áhoot'é'“ на навахо)
- „Извинението е политика“ – „731“
- „Всичко умира“ – „Herrenvolk“
- „Заблуждавай, подлъгвай, смущавай“ – „Teliko“
- „И тя все пак се върти“ – „Terma“ („E pur si muove“ на италиански)
- „Вярвай на лъжата“ – „Gethsemane“
- „Всички лъжи водят към истината“ – „Redux“
- „Истината е някъде там“ – „Triangle“
- „Любов от вяра“ – „Sixth Extinction II: Amor Fati“ („Amor Fati“ на латински)
- „Вярвай, за да разбереш“ – Closure“
- „Истината е някъде там“ – „4D“ („rehT tuO si hturT ehT“)
- „Те гледат“ – „Trust No 1“
- „Бог те обича“ – „Improbable“ („Dio t'ama“ на италиански)
- „Това е краят“ – „My Struggle II“
- „Искам да вярвам. Искам да лъжа.“ – „My Struggle III“
- „Обвинявай враговете си за това, за което си виновен ти“ – „This“
- „Виждаш това, което аз искам да видиш“ – „Ghouli“
- „Войната никога не свършва“ – „Kitten“
- „Истината е някъде там“ – „Rm9sbG93ZXJz“ („VGhlIFRydXRoIGlzIE91dCBUaGVyZQ=“ написано с код base64)
- „Спасителят на света“ – „My Struggle IV“ („Salvator Mundi“ на латински)
- „Истината е някъде там“ – всички останали

## Актьорски състав

### Основни герои
- Дейвид Духовни – Фокс Мълдър (1993 – 2001, 2002, 2016 – 2018). Мълдър е специален агент от ФБР, дипломиран от Оксфорд, който вярва в съществуването на извънземни и правителствен заговор, целящ да скрие истината по отношение на тях. Работи в отдела на Досиетата Х, който се занимава със случаи, определени като нерешими. Най-много са със свръхестествени / мистериозни обстоятелства. Мълдър смята, че Досиетата Х са толкова важни, че е направил тяхното изследване основната цел на живота си. След отвличането му от извънземните в края на сезон 7, ролята му в шоуто намалява и голяма част от работата му се поема от агент Джон Доджет. Той се появява в един епизод на „Самотните стрелци“ (2001) и в двата пълнометражни филма.

- Джилиън Андерсън – Дейна Скъли (1994 – 2002, 2016 – 2018). Скъли е специален агент на ФБР, лекар и патолог, която е партньор на Мълдър. За разлика от неговата доверчивост, Скъли е скептик, основавайки се на вярата си върху научните обяснения. Въпреки това и неясния си скептицизъм, тя е католичка и нейната вяра играе важна роля в няколко епизода. С напредването на сериала, тя става по-отворена към възможността за паранормални събития. В последния епизод на сезон 8, нейната позиция в отдел Досиетата Х е заета от агент Моника Рейес, а Скъли се премества в Куантико, за да обучава новите агенти на ФБР. Тя се появява в двата филма.

- Мич Пиледжи – Уолтър Скинър (1994 – 2002, 2016 – 2018). Скинър е асистент-директор на ФБР, който е служил в морския корпус на САЩ във войната във Виетнам. През това време, той е застрелял и убил младо момче, носещо взривни вещества, инцидент, който го преследва цял живот. Скинър е първоначалният директор на Мълдър и Скъли. По-късно, той служи на същата позиция за Доджет и Рейес. Макар че първоначално е описван като малко антагонист, в крайна сметка той става близък приятел на Мълдър и Скъли. Скинър се появява в епизод на „Самотните стрелци“ (2001) и в двата филма.

- Робърт Патрик – Джон Доджет (2000 – 2002). Доджет е специален агент на ФБР, който прави първата си поява в сезон 8 и епизода Within. Доджет е служил в морския корпус на САЩ от 1970-те до 1980-те години. По-късно, започва да работи с Нюйоркския полицейски участък, достигайки ранг на детектив. След смъртта на сина си, той се присъединява към отдела за разследване на ФБР. През 2000 г. Алвин Керш го назначава в Досиетата Х като партньор на Скъли, след като работна група се опитва да намери безуспешно Мълдър. Доджет не участва във филмите Досиетата Х.

- Анабет Гиш – Моника Рейес (2001 – 2002, 2018). Рейес е специален агент на ФБР, родена и израснала в Мексико Сити. Завършила е фолклор и митология в университета Браун и получава магистърска степен по религиозни изследвания. Първата ѝ задача от страна на ФБР е да служи на специална работна група, която разследва сатанинските ритуали. Тя е дългогодишен приятел на Доджет и става негов партньор след заминаването на Скъли. Рейес не участва във филмите Досиетата Х.

### Второстепенни герои
- Уилям Б. Дейвис – Пушача (1993 – 2000, 2002, 2016 – 2018). Пушача е „първичния злодей“ в сериала. В сезон 10 и епизодите William и The Truth, се предполага, че той е биологичният баща на Мълдър. В епизода от сезон 7 – Requiem, той се смята за убит, след като е блъснат по стълбите от Алекс Крайчек до финала на сезон 9 – The Truth, където Мълдър и Скъли пътуват из Ню Мексико и достигат пуебло, където се казва, че един „мъдър човек“ живее и се разкрива, че това е Пушача. Той също така се появява във филма от 1998 г.

- Никълъс Лий – Алекс Крайчек (1994 – 1996, 1998 – 2002). Крайчек е от руски произход, син на имигранти през Студената война, и за пръв път е представен като специален агент на ФБР, определен като временен партньор за разследване на Фокс Мълдър. Крайчек продължава да работи с Мълдър и се опитва да спечели доверието му. По-късно обаче става очевидно, че Крайчек всъщност е агент под прикритие, работещ за Пушача. Крайчек играе важна роля в няколко събития, които саботират Мълдър и Скъли.

- Крис Оуенс – Джефри Спендър (1998 – 1999, 2002). Спендър е скептик, който е назначен в Досиетата Х след принудителния отпуск на Фокс Мълдър. Спендър е син на Пушача и неговата бивша съпруга, многократно отвличаната Касандра Спендър, както и евентуален полубрат на Мълдър. Първоначално се смята, че е бил убит от Пушача, но се завръща, ужасно обезобразен, в сезон 9 и помага на сина на Скъли – Уилям.

- Джеймс Пикенс-младши – Алвин Керш (1998 – 1999, 2000 – 2002, 2018). Като помощник-директор (и по-късно заместник-директор), той временно става началник на Мълдър и Скъли в Досиетата Х. По това време, Пушача често го посещава в кабинета му. Керш възлага на Мълдър и на Скъли най-вече задачи, като терористични детайли и федерални проверки. Керш е до голяма степен противник на Мълдър и Скъли, но в The Truth помага на Мълдър да не получи смъртно наказание.

## Сезони
| Сезон | Сезон | Eпизоди | Оригинална дата на излъчване | Оригинална дата на излъчване | Рейтинг по Нилсен    | Рейтинг по Нилсен |
| Сезон | Сезон | Eпизоди | Премиера                     | Финал на сезона              | Зрители в САЩ (млн.) | Място             |
| ----- | ----- | ------- | ---------------------------- | ---------------------------- | -------------------- | ----------------- |
|       | 1     | 24      | 10 септември 1993 г.         | 13 май 1994 г.               | н/д                  | 111               |
|       | 2     | 25      | 16 септември 1994 г.         | 19 май 1995 г.               | 14.50                | 63                |
|       | 3     | 24      | 22 септември 1995 г.         | 17 май 1996 г.               | 15.40                | 55                |
|       | 4     | 24      | 4 октомври 1996 г.           | 18 май 1997 г.               | 19.20                | 20                |
|       | 5     | 20      | 2 ноември 1997 г.            | 17 май 1998 г.               | 19.80                | 11                |
|       | 6     | 22      | 8 ноември 1998 г.            | 16 май 1999 г.               | 17.20                | 12                |
|       | 7     | 22      | 7 ноември 1999 г.            | 21 май 2000 г.               | 14.20                | 29                |
|       | 8     | 21      | 5 ноември 2000 г.            | 20 май 2001 г.               | 13.93                | 31                |
|       | 9     | 20      | 11 ноември 2001 г.           | 19 май 2002 г.               | 9.10                 | 63                |
|       | 10    | 6       | 24 януари 2016 г.            | 22 февруари 2016 г.          | 13.60                | 7                 |
|       | 11    | 10      | 3 януари 2018 г.             | 21 март 2018 г.              | 5.34                 | 91                |

## Бъдеще
На 5 септември 2011 г. Джилиън Андерсън потвърждава, че е започната работа по трети пълнометражен филм.

## Награди

### Награди Еми
- Награда Еми 1996: Най-добър сценарий
- Награда Еми 1996: Най-добри звукови ефекти
- Награда Еми 1996: Най-добър гостуващ актьор за Питър Бойл
- Награда Еми 1997: Най-добра актриса в драматичен сериал за Джилиън Андерсън
- Награда Еми 1997: Най-добър декор за епизода „Memento Mori“
- Награда Еми 1997: Най-добри звукови ефекти за епизода „Tempus Fugit“
- Награда Еми 1998: Най-добър декор
- Награда Еми 1999: Най-добър грим за епизодите „Two Fathers“ и „One Son“
- Награда Еми 2000: Най-добър грим за епизода „Theef“
- Награда Еми 2000: Най-добри звукови ефекти
- Награда Еми 2000: Най-добри специални визуални ефекти за епизода „First Person Shooter“
- Награда Еми 2001: Най-добър грим за епизода „Deadalive“

### Награди Златен глобус
- Златен глобус 1995: Най-добър драматичен сериал
- Златен глобус 1997: Най-добър драматичен сериал
- Златен глобус 1997: Най-добър актьор в драматичен сериал за Дейвид Духовни
- Златен глобус 1997: Най-добра актриса в драматичен сериал за Джилиън Андерсън
- Златен глобус 1998: Най-добър драматичен сериал

## Любопитно
- Числото 42 се появява често в сериите (Мълдър живее в Апартамент 42 и т.н.) Това е отговорът на Живота, Вселената и Всичко останало в романа на Дъглас Адамс „Пътеводител на галактическия стопаджия“.
- Календарът на Маите предрича, че краят на света ще настъпи на 21 декември 2012 г. („Истината“)
- Един от епизодите на сезон 5 е написан от известния писател на ужаси Стивън Кинг
- Още гостуващи известни писатели са Уилям Гибсън и Том Мадокс

## „Досиетата Х“ в България
В България сериалът започва излъчване по Канал 1 през есента на 1998 г. и в началото на 21 век, като е излъчен от първи до шести сезон, дублиран на български. Заедно с излъчването е пуснат и първият филм. До края на 1999 г. са излъчени поне първите три сезона, а до 2000 г. и четвърти.
На 7 февруари 2011 г. започва по bTV Cinema, всеки делник от 22:00 с повторение в събота и неделя от 18:00 по два епизода, а от 23 февруари всеки делничен ден от 10:00. Първи сезон завършва на 10 март. На 11 март започва втори сезон и приключва на 15 април. На 18 април започва трети сезон и завършва на 20 май. На 18 септември 2013 г. започва четвърти сезон, всеки делник от 18:00 по два епизода. На 4 октомври започва пети сезон и приключва на 17 октомври. На 18 октомври започва шести сезон. На 9 май 2014 г. започват повторения на четвърти сезон с разписание всеки делничен ден от 14:00 по два епизода. На 25 август започва седми сезон с разписание всеки делник от 20:00 и завършва на 23 септември. На 24 септември започва осми сезон със същото разписание и завършва на 21 октомври.
На 25 септември 2012 г. започва повторно по bTV от вторник до събота от 00:00, а от втората седмица по два епизода. На 23 май 2013 г. започва четвърти сезон с разписание от вторник до събота от 00:50 и приключва на 26 юни. На 27 юни започва пети сезон и завършва на 24 юли, като от тази дата разписанието е вече по два епизода от 00:00. Веднага след края на сезона е пуснат специалният епизод „Досиетата Х отвътре“ (преведен като „Досиетата Х зад кулисите“), но е прекъснат, поради извънредното отразяване на протестите срещу кабинета „Орешарски“ (излъчен е нацяло на 18 октомври по bTV Cinema). На 25 юли започва шести сезон, всеки делник от 23:30 по два епизода, а по-късно се излъчва вече от 00:30 по един епизод, като сезонът приключва на 20 август. На 21 март 2014 г. започва премиерно седми сезон с разписание от вторник до събота от 01:00 и завършва на 19 април. На 22 април стартира осми сезон със същото разписание, като завършва на 20 май.
На 26 януари 2016 г. започва десети сезон по Fox с разписание всеки вторник от 22:00. Първите два епизода са излъчени наведнъж. Сезонът завършва на 23 февруари. На 8 януари 2018 г. започва единайсети сезон, всеки понеделник от 22:00.

### Издания на DVD в България
Първите три сезона са пуснати на DVD от Александра Видео с български субтитри.

### Книги за „Досиета Х“ на български
- „Досиетата Х“ – новелизиран епизод „Контрол“ от Евърет Оуенс
- „Досиетата Х – Обсебената“ от Елън Стайбър
- „Досиетата Х – Гладни духове“ от Елън Стайбър
- „Досиетата Х – Карантина“ от Лес Мартин
- „Досиетата Х – Истината е някъде там“ от Гарт Никс и Елън Стайбър